# Géographie des Îles Salomon
Les Îles Salomon sont un pays insulaire réparti entre l'Ouest de l'océan Pacifique, la mer des Salomon et la mer de Corail. Il se trouve à l'est de la Papouasie-Nouvelle-Guinée et se compose de nombreuses îles et plus particulièrement Choiseul, les îles Shortland, la Nouvelle-Géorgie, Santa Isabel, les îles Russell, les îles Florida, Malaita, Guadalcanal, Sikaiana, Maramasike, Ulawa, Uki, San Cristóbal, Santa Ana, Bellona, Rennell, et les îles Santa Cruz. La distance entre le Sud de Vanikoro (îles Santa Cruz) et la pointe nord de l'île Choiseul est de 1 286 km. En particulier les îles Santa Cruz, au nord de Vanuatu (dont fait partie Tikopia), sont distantes d'environ  370 km de la pointe méridionale de San Cristóbal.
Des volcans avec des degrés variables d'activité sont situés sur certaines des plus grandes îles, tandis que de nombreuses petites îles sont simplement de petits atolls couverts de sable et de palmiers.
L'île Buka et l'île Bougainville font géographiquement partie des Salomon, mais sont rattachées politiquement à la Papouasie-Nouvelle-Guinée.